# باشگاه فوتبال آلتون تاون
باشگاه فوتبال آلتون تاون (به انگلیسی: Alton Town Football Club) یک باشگاه فوتبال در شهر آلتون، همپشایر، کشور انگلستان است که در سال ۱۹۹۱ میلادی تأسیس شده‌است.